# فهرست پدیدارهای باغ
پدیدارهای باغ (به انگلیسی: Garden features)، عناصر فیزیکی هستند، چه طبیعی و چه ساخته دست انسان، که در طراحی باغ به کار می‌روند.
- آبشار مصنوعی
- باغ پرندگان
- چمن‌کاری
- تپه باستانی
- آب‌نما
- باغ آبی
- باغ گلشن
- باغ صخره‌ای
- سنگ‌راهه
- هرس شکلی
- برکه ماهی
- پل پیاده‌رو
- آلاچیق
- اتاق باغ
- جالیز
- دیوار سبز
- پاسیو
- پاویون

## نگارخانه

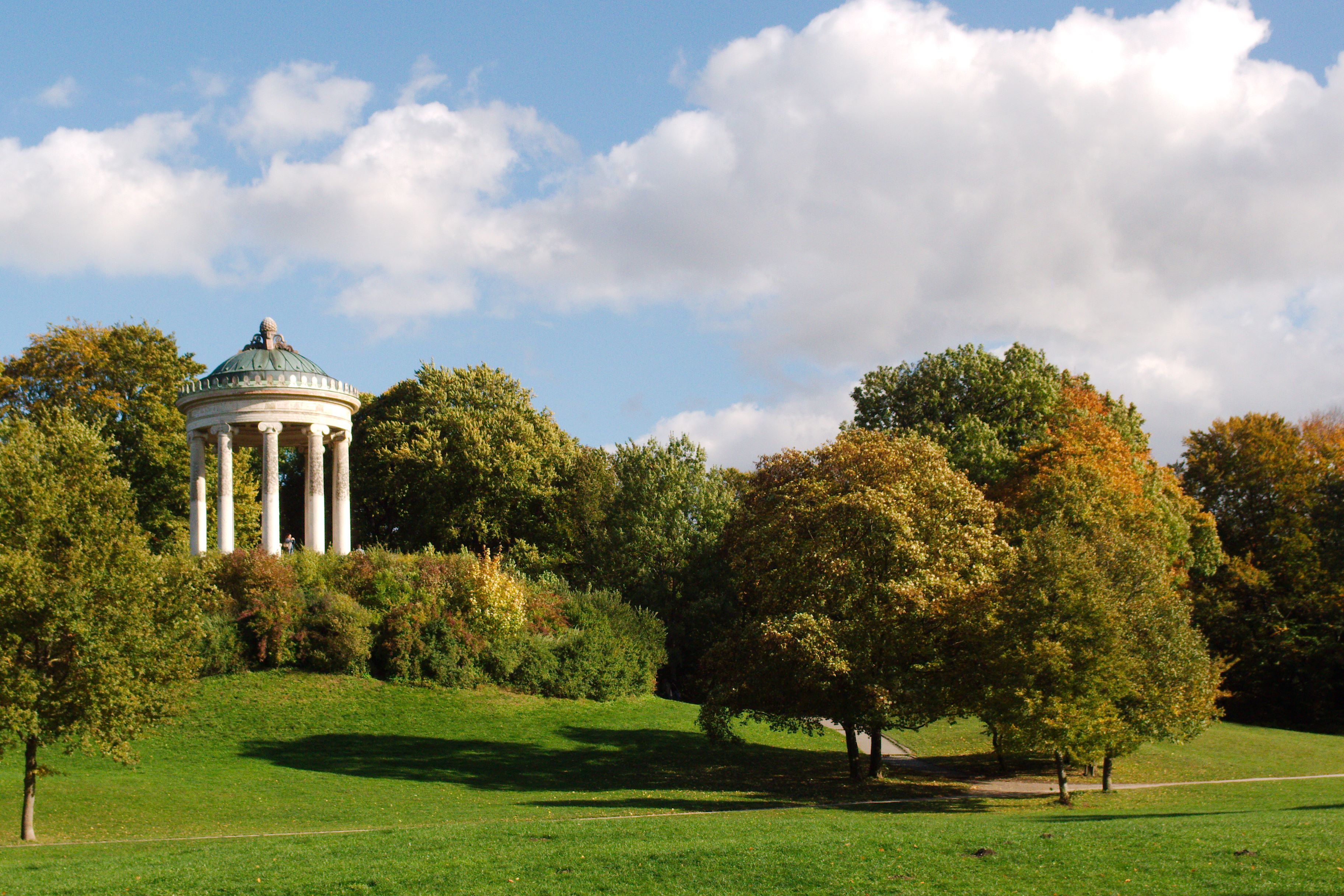
Monopteros در باغ انگلیسی مونیخ
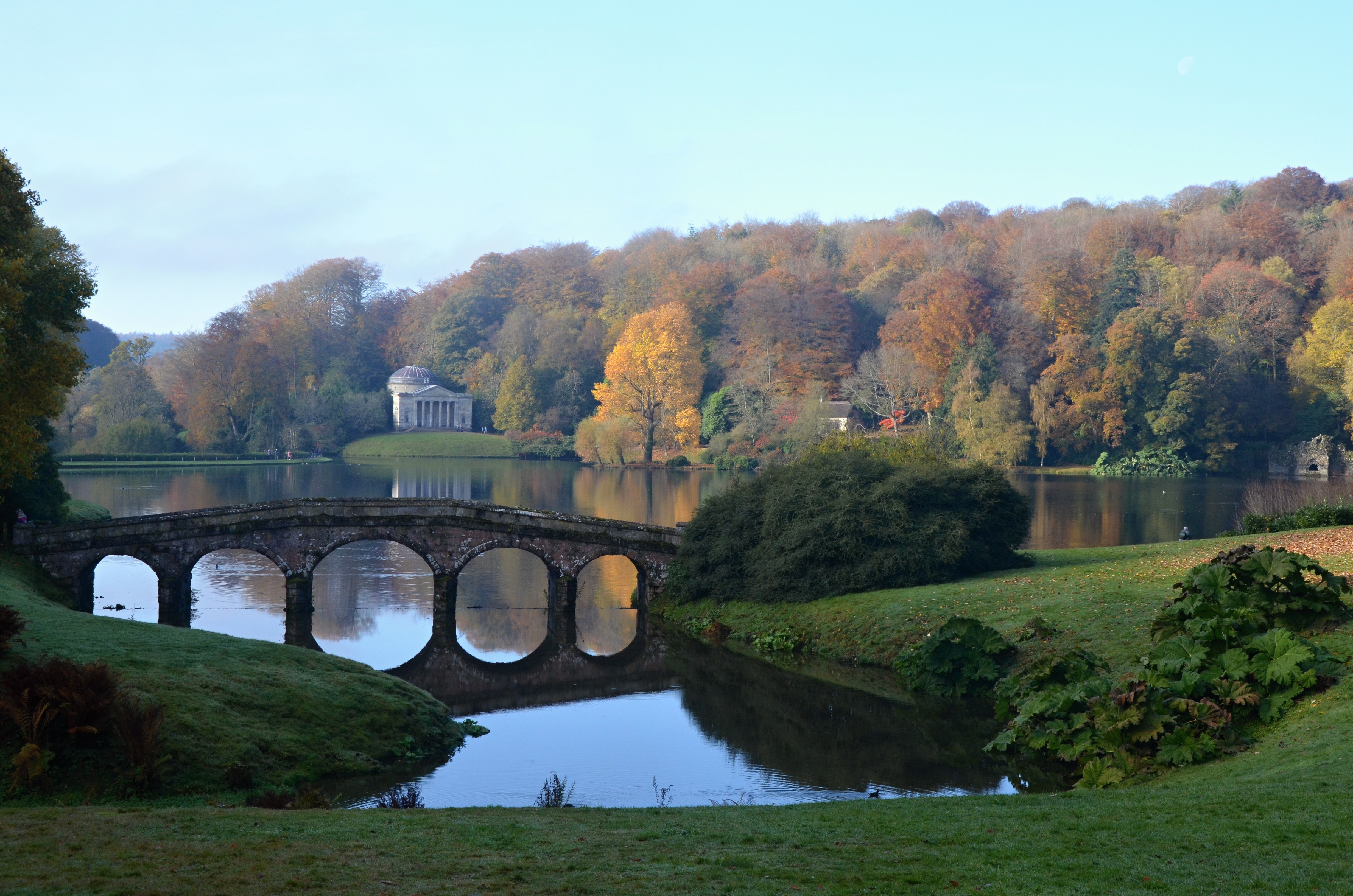
پل پالادیان و پانتئون در باغ Stourhead
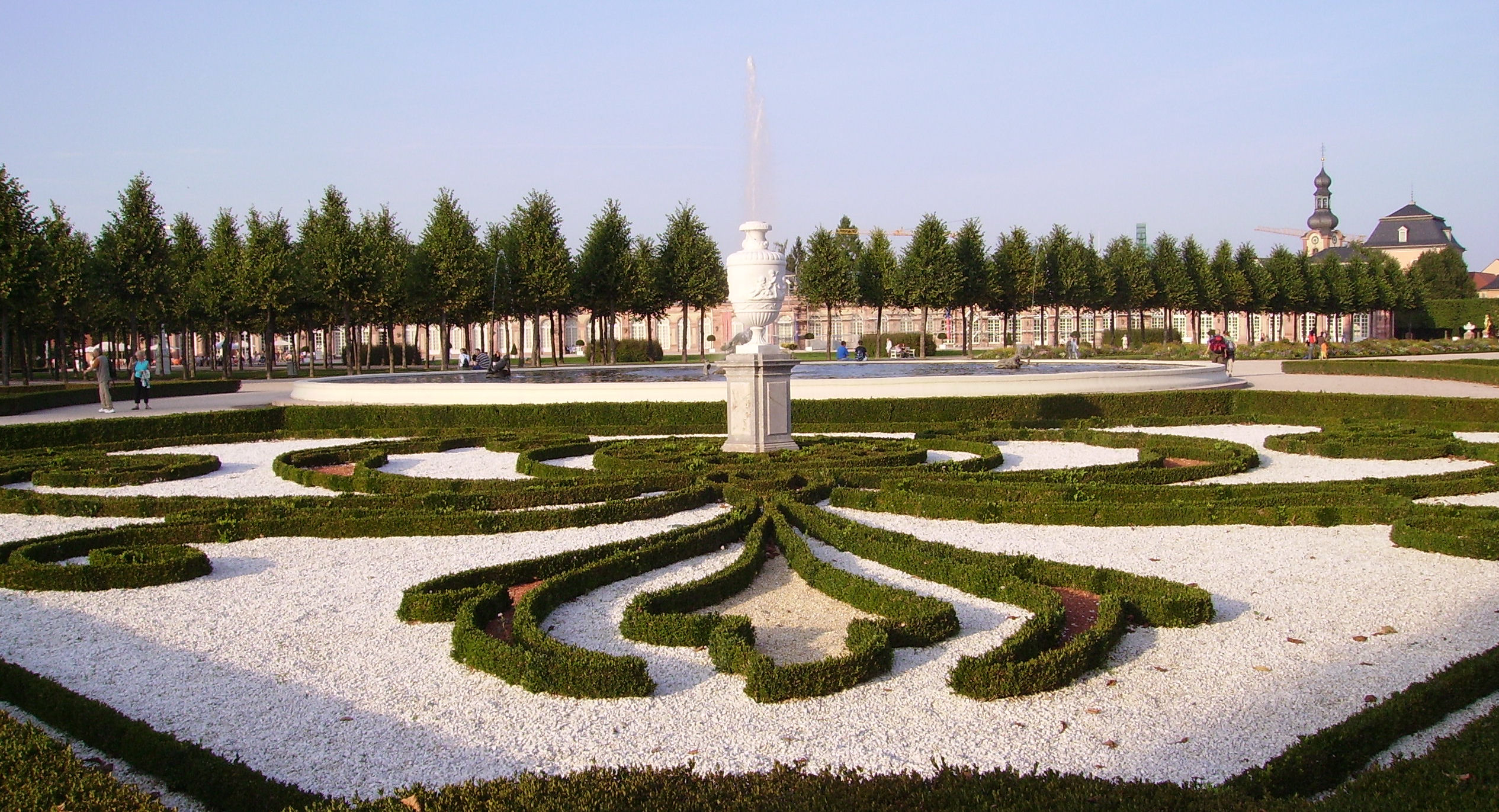
برودری در باغ کاخ شوتزینگن
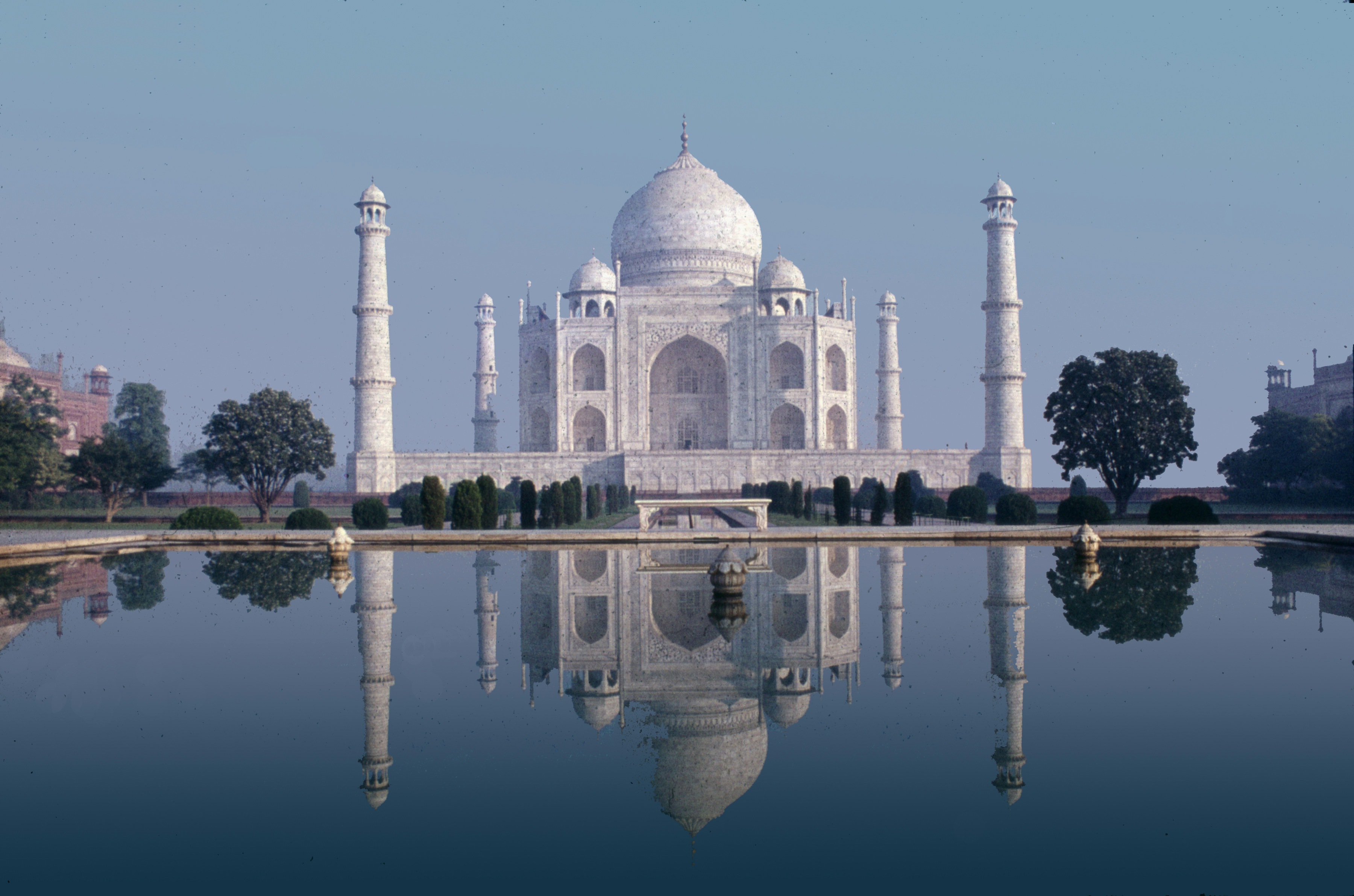
استخر بازتابی در تاج محل در آگرا، هند
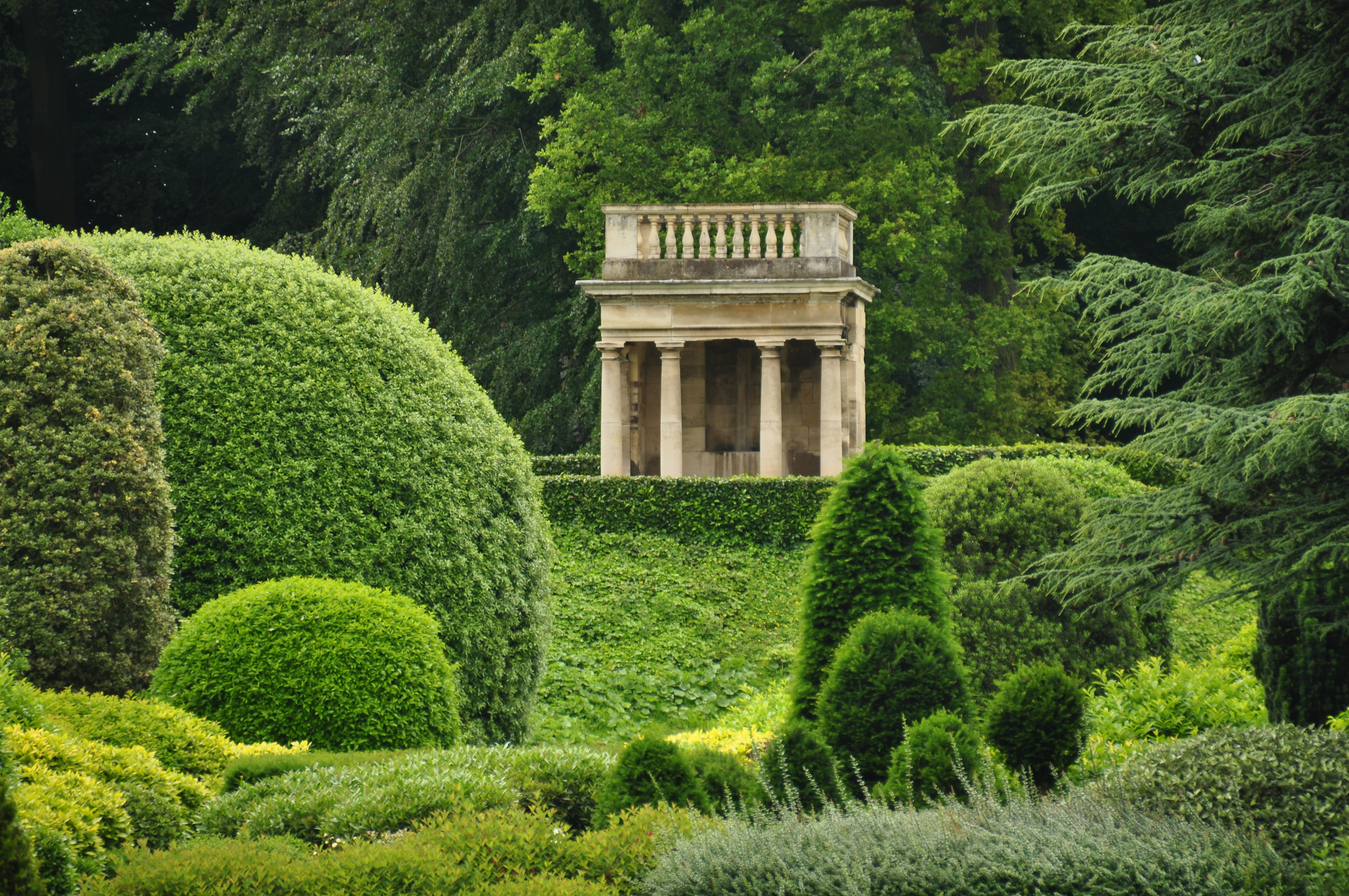
Folly در باغ تالار برادسورث
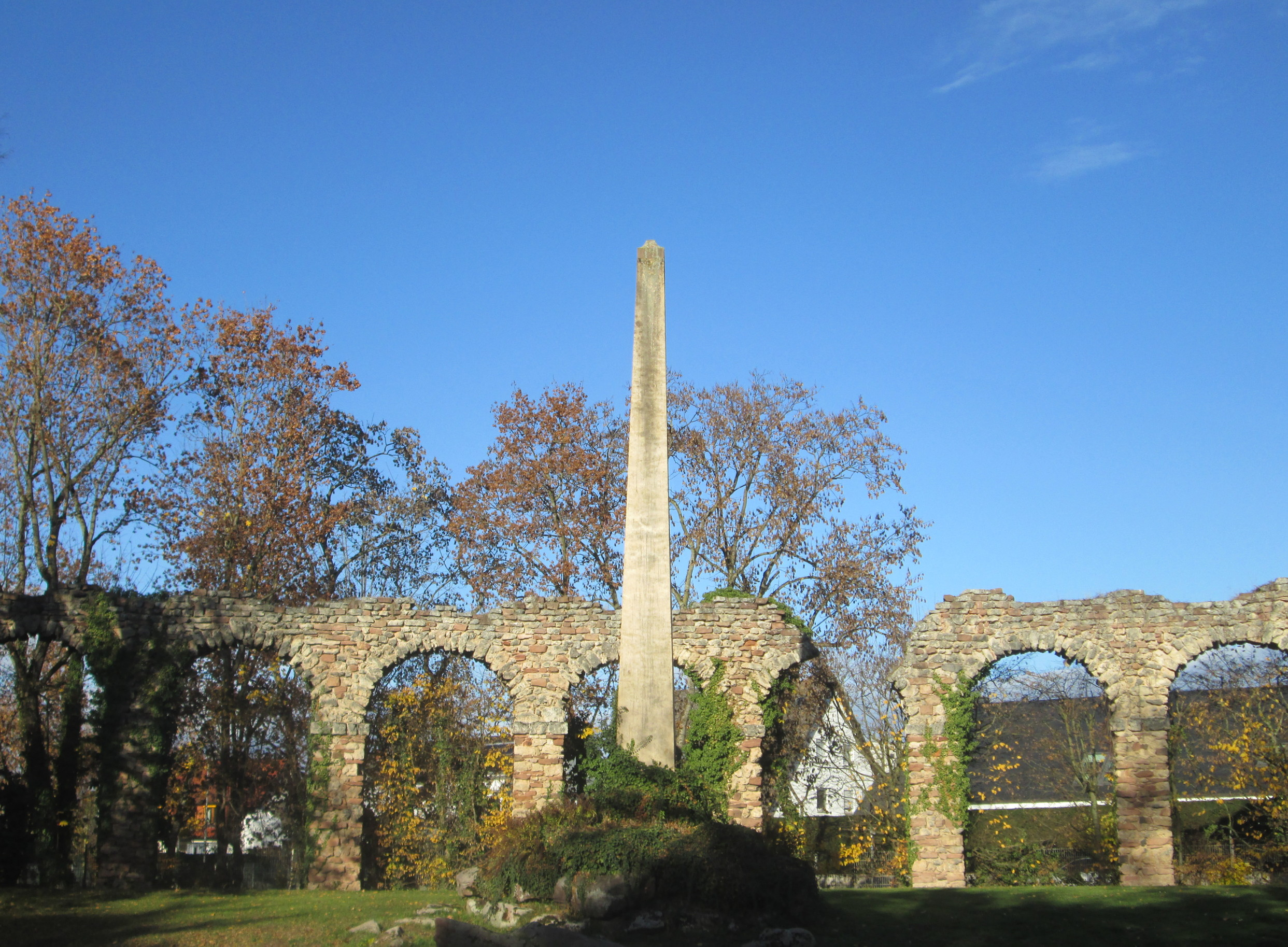
Obelisk و قنات رومی در باغ کاخ شوتزینگن